# Connor Muhl
Connor Muhl (* 22. Februar 2000 in Santa Monica, Los Angeles County, Kalifornien) ist ein US-amerikanischer Theater- und Filmschauspieler, Filmkomponist und Musiker.

## Leben
Muhl wurde am 22. Februar 2000 in Santa Monica geboren und wuchs in Portland, Oregon auf. Er machte seine ersten Schritte als Schauspieler auf der Bühne des Columbia Center for the Arts. Zuvor absolvierte er verschiedene Schauspielkurse. Seine beiden Großmütter sangen in Opern, sein Vater und sein Onkel sind Anwälte für Unterhaltungselektronik. Sein Großvater war von 1953 bis zu seiner Pensionierung 1973 Studioleiter der Produktion bei Universal Pictures. 2015 feierte er sein Filmdebüt im Kurzfilm Left of Sanctuary. 2016 folgten Besetzungen in einer Reihe von Kurzfilmen sowie Episodenrollen in den Fernsehserien The Benefits of Gusbandry und Dani's Bucket List. 2018 wurde er durch die Rolle des Scott Pocket im Netflix-Original Everything Sucks! einem breiten Publikum bekannt. In den sechs Episoden lieh ihm Sebastian Kluckert für die deutschsprachige Fassung seine Stimme. Nach der ersten Staffel wurde die Serie abgesetzt.

## Filmografie (Auswahl)

### Schauspiel
- 2015: Left of Sanctuary (Kurzfilm)
- 2016: The Benefits of Gusbandry (Fernsehserie, Episode 1x05)
- 2016: A Hunting May We Go (Kurzfilm)
- 2016: Dusk (Kurzfilm)
- 2016: Age of Vanishment 2 (Kurzfilm)
- 2016: Dani's Bucket List (Fernsehserie, Episode 1x01)
- 2016: Age of Vanishment 3 (Kurzfilm)
- 2017: Heartthrob
- 2018: Everything Sucks! (Fernsehserie, 6 Episoden)
- 2018: A Guy, a Guitar and a Girl (Kurzfilm)
- 2018: My Summer as a Goth

### Kompositionen
- 2014: I Quitter (Kurzfilm)
- 2015: Sangria Lift (Kurzfilm)
- 2016: A Hunting May We Go (Kurzfilm)
- 2018: A Guy, a Guitar and a Girl (Kurzfilm)

## Theater (Auswahl)
- Inherit the Wind (Columbia Center for the Arts)
- To Kill a Mockingbird (Columbia Center for the Arts)
- Dolce Domum (Columbia Center for the Arts)
- Urinetown (Columbia Center for the Arts)
- The Christmas Pageant Ever (Columbia Center for the Arts)